# M-510
La M-510 es una carretera de la Red Secundaria de la Comunidad de Madrid (España). Con una longitud de 53,9 km, une Collado Villalba y el límite de provincia con Toledo, en Aldea del Fresno.

## Historia
En septiembre de 2023, la tormenta ocasionada por una dana provocó la crecida del río Perales, que a su vez destruyó el puente situado en el kilómetro 48,7. En julio de 2024, fue inaugurado el nuevo puente, denominado Puente del 2 de Mayo.

## Trayecto
Esta carretera recorre los municipios de Collado Villalba, Galapagar, Colmenarejo, Valdemorillo, Navalagamella, Colmenar de Arroyo, Chapinería y Aldea del Fresno. Comparte itinerario con la M-600 en el término municipal de Valdemorillo, concretamente en la zona norte.
A partir del límite con la provincia de Toledo, la carretera sigue como la CM-5007 en dirección Méntrida.

## Tráfico
Según las estadísticas de tráfico, en 2023 la intensidad media diaria en el tramo entre Collado Villalba y Galapagar alcanzaba la cifra de 10835 vehículos diarios, con casi un 8,5 % de tráfico de camiones.